# Hemonybeiaard (Deventer)

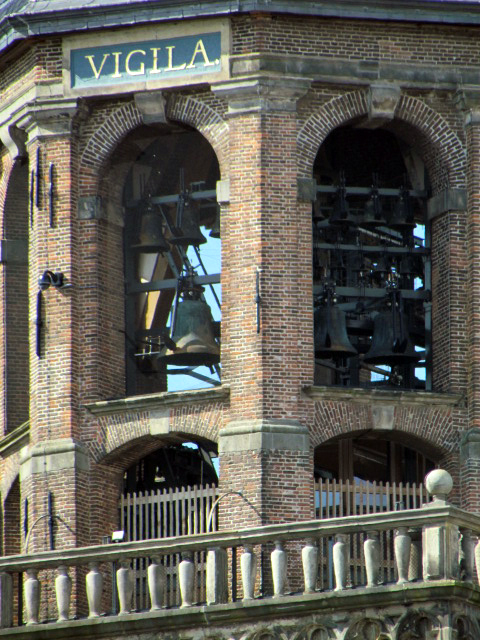
Beiaard Lebuïnuskerk

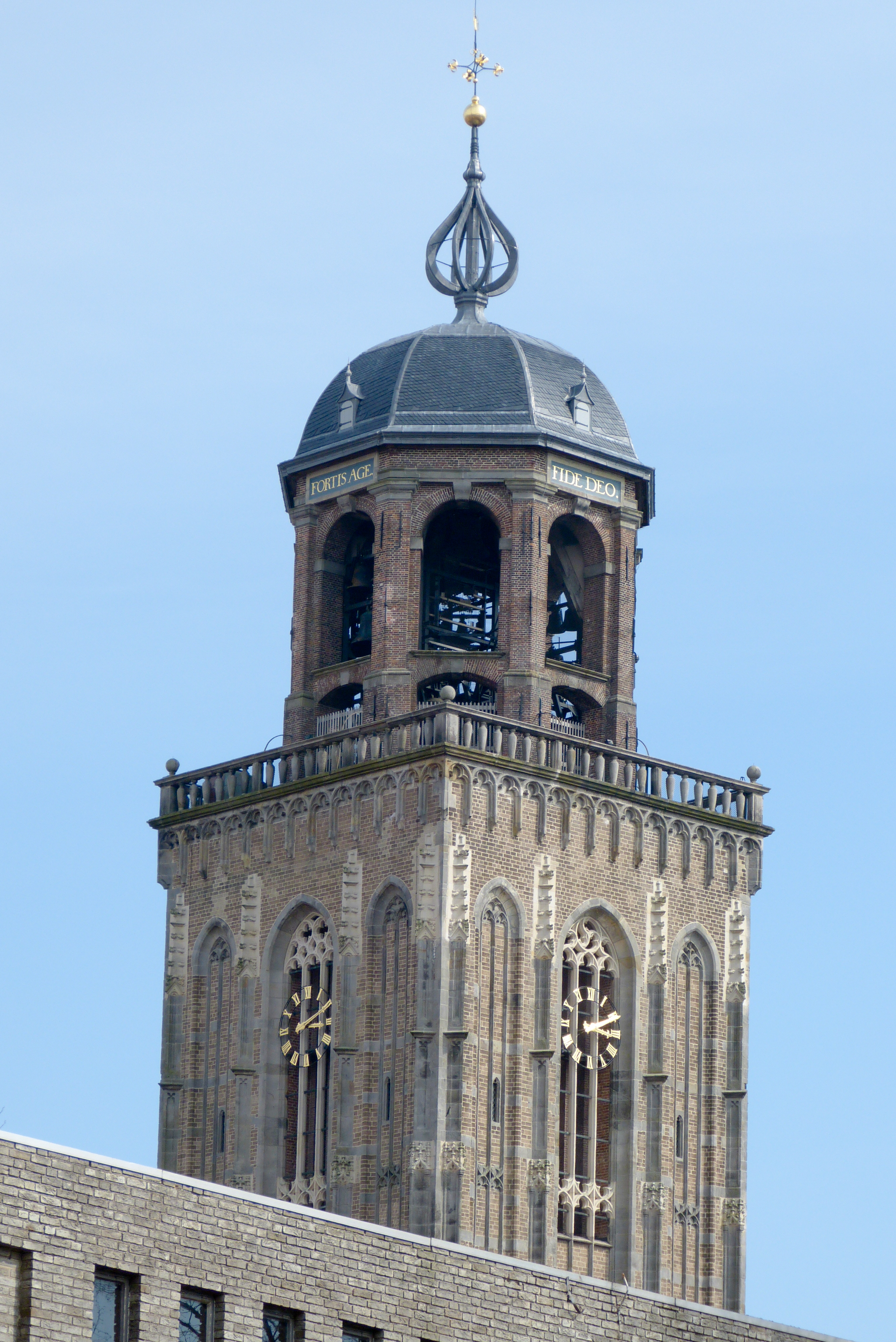
Noorzijde van de toren van de Lebuïnuskerk, Deventer, in 2012

De Hemonybeiaard in de toren van de Lebuïnuskerk in Deventer is de oudst bestaande beiaard die gegoten werd door Pieter en François Hemony.

## Geschiedenis
De toren van de Lebuïnuskerk, die sinds de Franse tijd eigendom is van de gemeente Deventer, werd in de 15e eeuw gebouwd en in 1499 afgesloten met een piramidevormig dak dat de 45 meter hoge toren afsloot. Bouwvalligheid van dit piramidedak was in 1619 aanleiding om een lantaarn te bouwen die plaats ging bieden aan het eerste klokkenspel van Deventer. Deze koepel werd ontworpen door Hendrick de Keyser in 1613.
Het eerste klokkenspel werd in 1619 gegoten in Kampen door Hendrick Weghewaert (de jongere) samen met een grotere uurslagbel, en zal niet zuiver geklonken hebben, omdat men in de middeleeuwen niet in staat was klokken zuiver te stemmen. De in 1647 geplaatste beiaard die werd gegoten door de gebroeders Hemony in Zutphen was naar het oordeel van jhr. Jacob van Eyck wel uitstekend van van stemming. Dit stemmen hadden de gebroeders Hemony in 1644 geleerd van deze Jacob van Eyck in Zutphen met hun eerste klokkenspel op de Wijnhuistoren. Door middel van een nog bestaande brief uit 1645 van François Hemony was het gemeentebestuur in Deventer op de slechte klank en stemming van de Weghewaert klokken opmerkzaam gemaakt. Zodoende besloot het gemeentebestuur in Deventer ook een klokkenspel van gebroeders Hemony aan te schaffen. In 1664 leverde François Hemony hier nog zeven kleine klokjes bij. In datzelfde jaar hergoot Hemony ook de uurslagbel van Weghewaert met toon Bes0. Een eeuw later in 1753 verving Cyprianus Crans werkzaam in de Amsterdamse klokkengieterij de d2 en in 1755 kwamen er nog drie klokjes extra door Johan Christiaan Borchhard uit de klokkengieterij van Enkhuizen.
In die omvang bleef dit klokkenspel van 39 klokken bestaan tot 1952. Er was in de Tweede Wereldoorlog schade ontstaan door beschietingen, dit was aanleiding om het spel in dat jaar op te knappen. Het instrument werd vergroot tot een concertbeiaard van 47 klokken door Petit & Fritsen in Aarle-Rixtel. Adviseur hierbij was Ferdinand Timmermans beiaardier van Rotterdam. Zijn ideeën van inrichten had hij geleerd in Mechelen bij Jef Denyn op de toren van de Sint-Romboutskathedraal. De beiaard van Deventer kwam net als in Mechelen in rijen in een betonnen klokkenstoel te hangen die centraal stond opgesteld in het midden van de lantaarn. Bij deze uitbreiding werd het spel verzwaard en werd geen rekening gehouden met de basis van de middentoonstemming. De basis voor deze reine stemming was Es en werd nu een kwart verlaagd naar Bes waardoor de klokken wat onzuiver klonken in sommige toonsoorten. Er werden enkele klokken vervangen, twee van Hemony, een van Crans en drie van Borchhard, en verder werd het spel aangevuld tot 47.
In 2009 werd het spel geheel gerestaureerd. Er werd teruggekeerd naar de historische opstelling. Van de oorspronkelijke 33 Hemonyklokken zijn er nog 31 aanwezig naast 22 nieuwere. Twee klokken die door Timmermans waren afgekeurd werden na restauratie weer terug gehangen. Er werden zes klokken toegevoegd om de oude basis van de middentoonstemming te herstellen; een 1800 kg zware luidklok en 5 kleine klokjes. De grote luidklokken hangen in een nieuwe driedelige stalen klokkenstoel terwijl de kleinere klokken weer zoals vroeger in de vensters van de koepel zijn opgehangen. In totaal zijn er nu 53 klokken. De klokken zijn nooit herstemd.
De Wijnhuistoren te Zutphen werd in 1920 door brand getroffen waarbij de beiaard verloren ging. Hierdoor bezit Deventer nu het oudste Hemony klokkenspel.

### Stadsbeiaardiers
De volgende beiaardiers bespeelden in dienst van de gemeente Deventer vanaf 1615 het klokkenspel in de toren van de Grote of Lebuïnuskerk.
- Willem Weinichman (1615-1617)
- Claude Bernardt (1617-1625)
- Lucas van Lenninck (1625-1653)
- Henrick Cornelissen(1653-1666)
- Jurriën Berff (1666-1691)
- Wessel Labare (1691-1732)
- J.W.E. Böhler (1732-1771)
- J.C. Böhler (1771-1803)
- C. Berghuys (1804-1807)
- J.W. Brandenburg (1807-1808)
- J. van Tright Jr. (1808-1852)
- C.A. Brandts Buys (1853-1885)
- H. v.d. Berg (1886-1900)
- F.W. Haarbrink Sr. (1900-1938)
- F.W. Haarbrink Jr. (1939-1957)
- H.K.J. Jaeger (1957-1972)
- A.R. Smit (1972-2012)
- J.W. Achterkamp (2012-2020)
- B. Reitsma (2020 - )

## Uurwerk

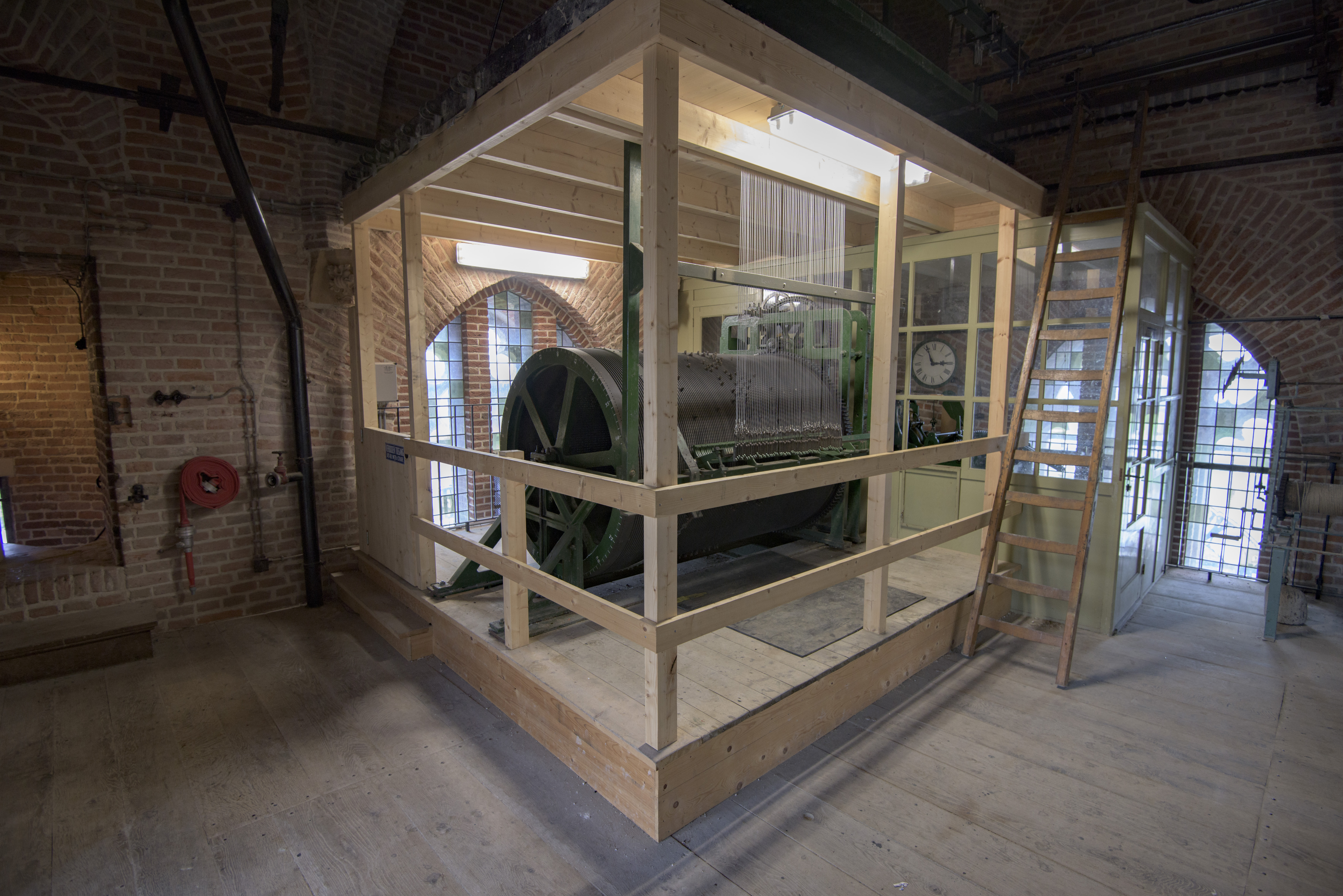
Speelwerk en uurwerk in de toren

Het uurwerk werd in 1862 gemaakt door de Parijse uurwerkmaker Amédée-Philippe Borrel (1818-1887) en de speeltrommel met toebehoren werd geleverd door de Deventer firma Nering Bögel in 1866. Tot 1951 stond deze in de koepel in een gemetseld huisje. Toen de betonnen klokkenstoel gebouwd werd is de trommel wegens plaatsgebrek een verdieping lager gebracht en daar nog steeds in gebruik.